# Remi de Reims
Remigius de Reims (cunoscut ca Saint Remi, n. 437 – d. 15 ianuarie 533) este apostolul Franței și sfânt. A fost episcop de Reims. L-a convertit la creștinism pe Clovis I, rege al francilor, în ziua de Crăciun 496.